# VTI1B
VTI1B‏ (Vesicle transport through interaction with t-SNAREs 1B) هوَ بروتين يُشَفر بواسطة جين VTI1B في الإنسان.